# Seymour Cromwell
Seymour Legrand "Sy" Cromwell II (ur. 17 lutego 1934 w Nowym Jorku, zm. 2 maja 1977 w Cambridge) – amerykański wioślarz, srebrny medalista olimpijski i dwukrotny medalista mistrzostw świata.

## Kariera
Wystąpił na igrzyskach olimpijskich w Tokio w 1964, gdzie w parze z Jimem Stormem zdobył srebrny medal w dwójkach podwójnych. W wyścigu finałowym o 2,50 sekundy wyprzedziła ich osada ZSRR, a o 1,07 sekundy wyprzedzili osadę Czechosłowacji. Był to jego jedyny start olimpijski.
Na rozgrywanych rok wcześniej igrzyskach panamerykańskich w São Paulo w tej samej konkurencji zdobył złoty medal. 
Na mistrzostwach świata w Lucernie (1962) wywalczył brązowy medal, plasując się za Wiaczesławem Iwanowem z ZSRR i Australijczykiem Stuartem MacKenzie. Na mistrzostwach świata w Bledzie (1966) wystąpił w dwójkach podwójnych, wspólnie z Jimem Stormem zdobywając srebrny medal. 
Ponadto zdobył srebro w dwójkach podwójnych na mistrzostwach Europy w Kopenhadze (1963) oraz brąz w jedynkach na mistrzostwach Europy w Pradze (1961).
Kształcił się na Massachusetts Institute of Technology, Uniwersytecie Princeton i Uniwersytecie Harvarda. Zmarł na raka w 1977.